# كيفن غريفين (لاعب كرة قدم)
كيفن غريفين (بالإنجليزية: Kevin Griffin)‏ هو لاعب كرة قدم بريطاني، ولد في 5 أكتوبر 1953 في بليموث في المملكة المتحدة. لعب مع نادي مانسفيلد تاون.